# Rigo Tovar
Pour les articles homonymes, voir Tovar.
Rigoberto Tovar García, né le 29 mars 1946 et mort le 27 mars 2005, est un chanteur mexicain mieux connu sous le nom Rigo Tovar, célèbre pour ses chansons cumbia.
Le film TV autobiographique La trayectoria raconte sa vie.
La station de radio mexicaine Tropicalisima 660 AM consacre une heure de son temps d'antenne chaque matin du lundi au vendredi à ses chansons dans l'émission La hora de Rigo Tovar (L'Heure de Rigo Tovar).